# Alpha Hydri
Ne doit pas être confondu avec Alpha Hydrae.
Désignations
Alpha Hydri (α Hyi / α Hydri) est une étoile de la constellation de l'Hydre mâle de magnitude apparente +2,86. Elle est parfois appelée informellement Tête de l'Hydre. Elle ne doit pas être confondue avec Alpha Hydrae de la constellation de l'Hydre. D'après la mesure de sa parallaxe annuelle par le satellite Hipparcos, l'étoile est située à environ 72 années-lumière de la Terre. Elle s'éloigne du Système solaire à une vitesse radiale de +18 km/s.
Alpha Hydri est une sous-géante jaune-blanc de type spectral F0IV. Elle est 2,11 fois plus massive que le Soleil et son rayon est 3,04 fois plus grand que le rayon solaire. L'étoile tourne rapidement sur elle-même à une vitesse de rotation projetée de 118 km/s. Elle est 21 fois plus lumineuse que le Soleil et sa température de surface est de 7 087 K.